# UFC 305
UFC 305: du Plessis vs. Adesanya fue un evento de artes marciales mixtas producido por Ultimate Fighting Championship que tuvo lugar el 18 de agosto de 2024 en el RAC Arena de Perth, Australia.

## Antecedentes
El evento marcó la tercera visita de la promoción a Perth y la primera desde UFC 284 en febrero de 2023, así como el comienzo de un acuerdo de varios años para eventos dos veces al año en la ciudad.
Una pelea por el Campeonato Mundial de Peso Mediano de UFC entre el actual campeón (ademá de ex-campeón de peso wélter de KSW) Dricus du Plessis y el dos veces ex-campeón Israel Adesanya encabezó el evento. Esto marcó la primera vez que dos atletas africanos compiten por un título en la organización.
En el pesaje, Jesús Aguilar pesó 127.5 libras, una libra y media más que el límite de peso mosca para peleas sin título. La pelea se llevó a cabo en peso pactado y Aguilar fue multado con el 20% por ciento de su bolsa, que fue a parar a mano de su oponente Steward Nicoll.

## Resultados
1. ↑  Por el Campeonato Mundial de Peso Mediano de UFC.

## Bonificaciones
Los siguientes peleadores recibieron bonos de $50.000.
- Pelea de la Noche: Dan Hooker vs. Mateusz Gamrot
- Actuación de la Noche: Kai Kara-France y Carlos Prates